# Pleodendron macranthum
Pleodendron macranthum е вид растение от семейство Canellaceae. Видът е критично застрашен от изчезване.

## Разпространение
Разпространен е в Пуерто Рико.